# 岡崎稔
岡崎 稔（おかざき みのる、1942年9月27日 - ）は、大阪府大阪市出身の日本のアニメーション演出家、アニメ監督、シナジーSPのスタジオ代表である。

## 略歴
映画のスタッフを志望して、大阪から上京。中学時代からの友人の貸本漫画家でアニメーターの永樹凡人に誘われて、1964年にアニメ制作会社ハテナプロの結成に参加する。同年、虫プロダクションのテレビアニメ『鉄腕アトム』の絵コンテと演出を手がけて、アニメーション演出家としてデビュー。以来、『W3（ワンダースリー）』『タイガーマスク』『どろろ』『アパッチ野球軍』『魔法使いチャッピー』『ミクロイドS』『はじめ人間ギャートルズ』『新・エースをねらえ!』『ベルサイユのばら』『ドラえもん』『Dr.スランプ アラレちゃん』『ドラゴンボール』など、数々のテレビアニメの演出を担当した。スタジオジュニオの屋台骨を、香西隆男、前田実、今沢哲男、永丘昭典、鈴木欽一郎らと共に支えた人物の1人である。1998年、我妻宏や前田実らと共に、シナジージャパン（現：シナジーSP）の設立に参加した。

## 代表作
- 鉄腕アトム (アニメ第1作)（演出）
- W3（ワンダースリー）（演出）
- 宇宙パトロールホッパ（作画）
- サイボーグ009＜第1作＞（演出）
- ひみつのアッコちゃん＜第1作＞（演出）
- もーれつア太郎＜第1作＞（演出）
- タイガーマスク（演出）
- どろろ（演出）
- ルパン三世 (TV第1シリーズ)（コンテ）
- 天才バカボン（コンテ）
- 闇の帝王 吸血鬼ドラキュラ（監督・演出）
- アパッチ野球軍（演出）
- さるとびエッちゃん（演出）
- 魔法使いチャッピー（演出）
- バビル2世（演出）
- ミクロイドS（演出）
- はじめ人間ギャートルズ（コンテ）
- 魔女っ子メグちゃん（演出）
- 元祖天才バカボン（演出）
- 新・巨人の星（演出）
- 花の係長（演出）
- 新・エースをねらえ!（チーフディレクター[1]）
- ベルサイユのばら（演出）
- 花の子ルンルン（演出）
- 魔法少女ララベル（演出）
- ムーの白鯨（演出）
- ドラえもん（テレビ朝日版第1期）（コンテ・演出）
- 新・巨人の星II（演出）
- Bugってハニー（チーフディレクター）
- Dr.スランプ アラレちゃん（チーフディレクター、演出）
- ゲゲゲの鬼太郎 第3作（演出）
- ドラゴンボール（シリーズディレクター（西尾大介と共同）、演出）
- ドラゴンボールZ（演出）
- おばけのホーリー（監督）
- 楽しいムーミン一家（コンテ）
- スージーちゃんとマービー（コンテ）　他